# Duobao, Hubei
Duobao är en köpinghuvudort i Kina. Den ligger i provinsen Hubei, i den centrala delen av landet, omkring 150 kilometer väster om provinshuvudstaden Wuhan. Antalet invånare är 71 908. Befolkningen består av 35 147 kvinnor och 36 761 män. Barn under 15 år utgör 13,0 %, vuxna 15-64 år 78 %, och äldre över 65 år 8,0 %.
Runt Duobao är det tätbefolkat, med 570 invånare per kvadratkilometer. Duobao är det största samhället i trakten. Trakten runt Duobao består till största delen av jordbruksmark.
Genomsnittlig årsnederbörd är 1 225 millimeter. Den regnigaste månaden är maj, med i genomsnitt 180 mm nederbörd, och den torraste är december, med 15 mm nederbörd.